# Crotalaria novae-hollandiae
Crotalaria novae-hollandiae là một loài thực vật có hoa trong họ Đậu. Loài này được DC. miêu tả khoa học đầu tiên.

## Hình ảnh

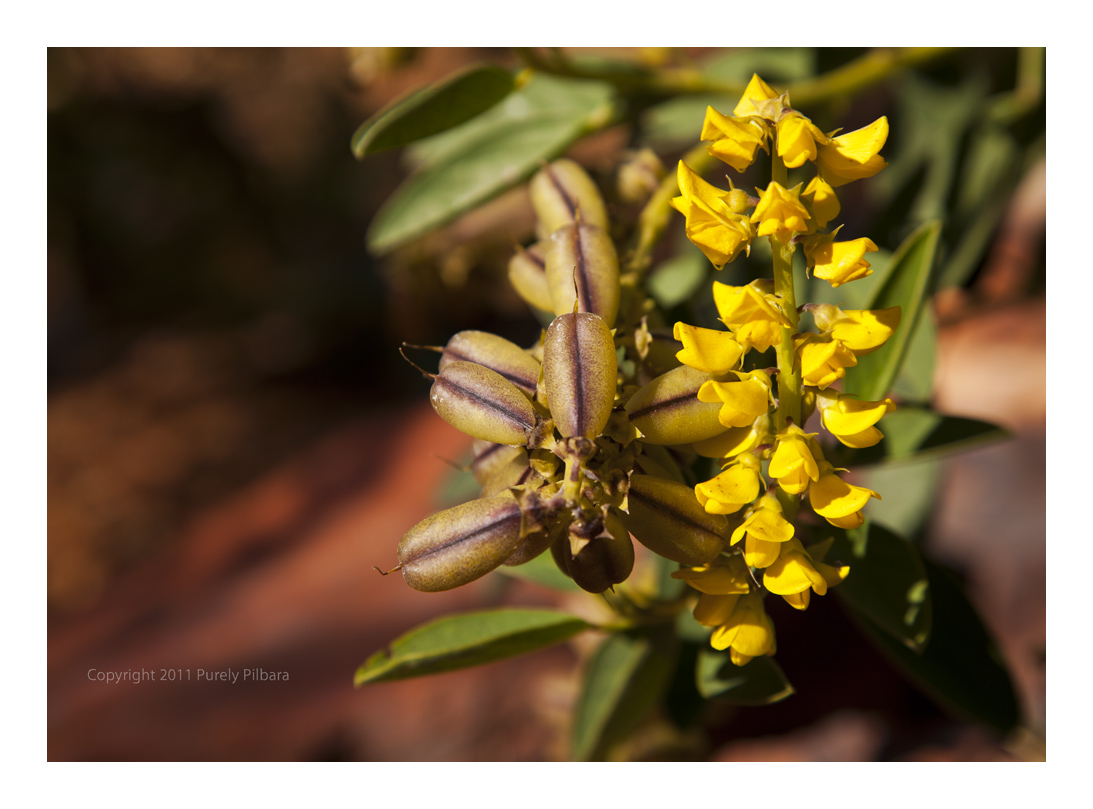